# CD99
CD99 (англ. CD99 molecule (Xg blood group)) – білок, який кодується однойменним геном, розташованим у людей на X-хромосомі. Довжина поліпептидного ланцюга білка становить 185 амінокислот, а молекулярна маса — 18 848.
| 10         |  | 20         |  | 30         |  | 40         |  | 50         |
| ---------- |  | ---------- |  | ---------- |  | ---------- |  | ---------- |
| MARGAALALL |  | LFGLLGVLVA |  | APDGGFDLSD |  | ALPDNENKKP |  | TAIPKKPSAG |
| DDFDLGDAVV |  | DGENDDPRPP |  | NPPKPMPNPN |  | PNHPSSSGSF |  | SDADLADGVS |
| GGEGKGGSDG |  | GGSHRKEGEE |  | ADAPGVIPGI |  | VGAVVVAVAG |  | AISSFIAYQK |
| KKLCFKENAE |  | QGEVDMESHR |  | NANAEPAVQR |  | TLLEK      |  |            |

A: Аланін

C: Цистеїн

D: Аспарагінова кислота

E: Глутамінова кислота

F: Фенілаланін

G: Гліцин

H: Гістидин

I: Ізолейцин

K: Лізин

L: Лейцин

M: Метіонін

N: Аспарагін

P: Пролін

Q: Глутамін

R: Аргінін

S: Серин

T: Треонін

V: Валін

Кодований геном білок за функцією належить до фосфопротеїнів. 
Задіяний у таких біологічних процесах, як клітинна адгезія, альтернативний сплайсинг. 
Локалізований у мембрані.